# Jaylen Waddle
Jaylen Waddle (Houston, 25 de noviembre de 1998) es un receptor abierto de fútbol americano de los Miami Dolphins de la National Football League (NFL). Jugó fútbol americano universitario en Alabama y fue seleccionado sexto en general por los Dolphins en el Draft de la NFL de 2021.

## Carrera

### Universidad
Como un verdadero estudiante de primer año en Alabama en 2018, Waddle fue nombrado el estudiante de primer año del año de la SEC después de registrar 45 recepciones para 848 yardas y siete touchdowns. Como devolvedor de despejes, también devolvió 16 despejes para 233 yardas y un touchdown.

#### Estadísticas
|         | Denota temporada en la que fue campeón de la NCAA |
| Negrita | Máximo de carrera                                 |

| Año   | Equipo  | Recepción | Recepción | Recepción | Recepción | Recepción |
| Año   | Equipo  | Rec       | Yds       | Avg       | Lng       | TD        |
| ----- | ------- | --------- | --------- | --------- | --------- | --------- |
| 2018  | Alabama | 45        | 848       | 18.8      | 94        | 7         |
| 2019  | Alabama | 33        | 560       | 17.0      | 58        | 6         |
| 2020  | Alabama | 28        | 591       | 21.1      | 90        | 4         |
| Total | Total   | 106       | 1,999     | 18.9      | 94        | 17        |

Fuente: Sports Reference.